# Jürgen Feder

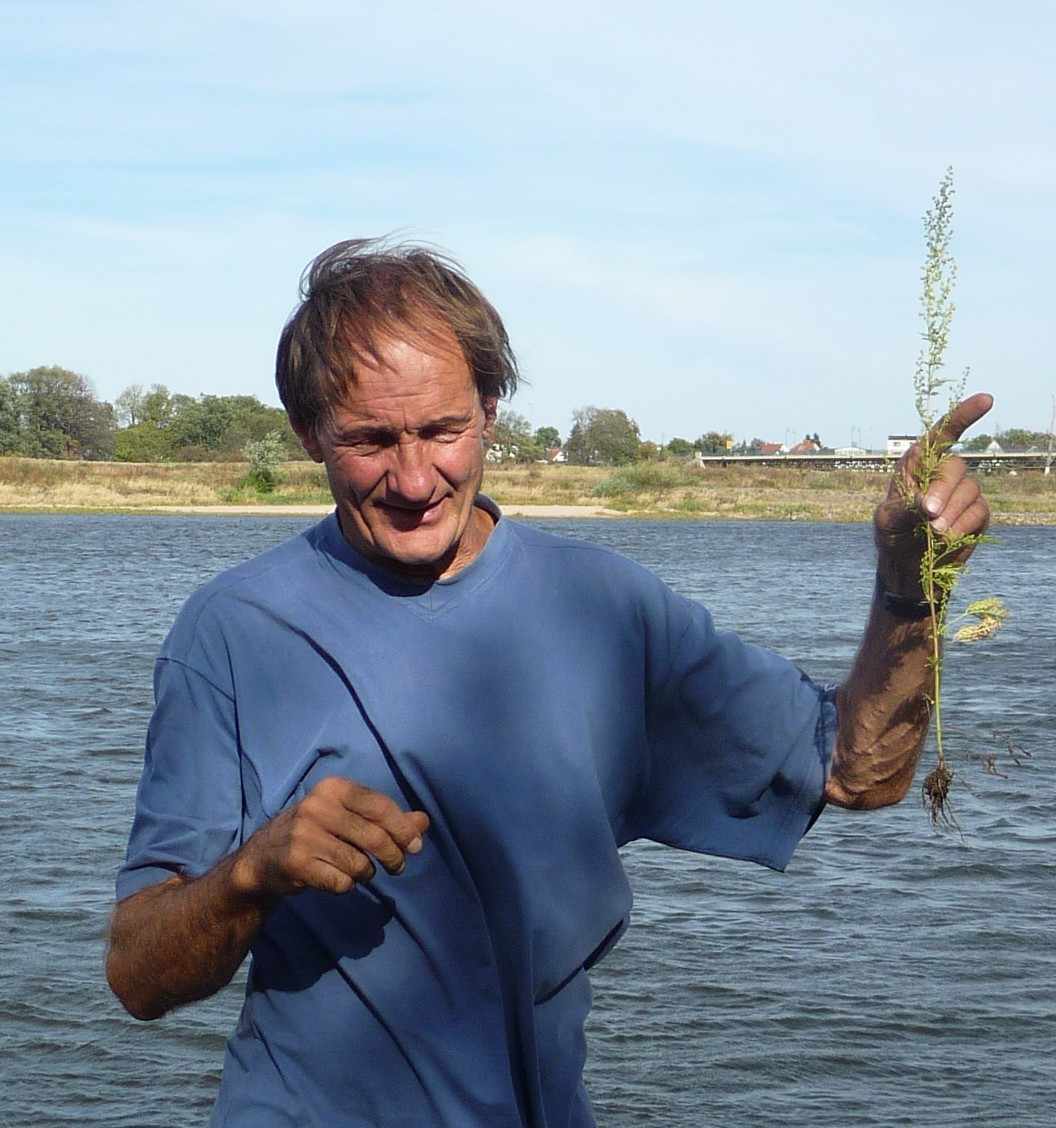
Jürgen Feder 2019

Jürgen Feder (* 1960 in Flensburg) ist ein deutscher Botaniker, Autor und Herausgeber der Bremer Botanischen Briefe.

## Leben
Feder absolvierte nach dem Abitur eine handwerkliche Ausbildung zum Landschaftsgärtner und danach ein Studium in Hannover zum Diplomingenieur für Landespflege, Flora und Vegetationskunde.
Danach war er lange Zeit als selbstständiger Landespfleger und Chef-Pflanzenkartierer mit Schwerpunkt der Pflanzen-, Tier- und Biotoptypen tätig. Zusätzlich plante und pflegte er Naturschutzgebiete.
Ab 2002 war er wieder als Landschaftsgärtner tätig und arbeitete bis 2013 in einer Gärtnerei.
In seiner Freizeit war er ehrenamtlich als Pflanzenkartierer beim Niedersächsischen Landesbetrieb für Wasserwirtschaft, Küsten und Naturschutz tätig und befasste sich mehrere Jahrzehnte als Hobby mit der Aufnahme von Wildpflanzen besonders in Norddeutschland. 2008 gründete er die Bremer Botanischen Briefe, deren Herausgeber und Verleger er bis heute ist. Daneben verfasste er mehr als 600 floristische Fachartikel.
Nachdem er durch Fernsehauftritte wie beim NDR (NaturNah 2013, und als einstündiges Porträt Die Nordstory: Unterwegs mit dem Pflanzenjäger, 2015) und ProSieben (TV total 2013) bekannt geworden war, machte er sich selbstständig als Exkursionsführer und Vortragender in Botanik. Er wohnt in Bremen und Berlin.

## Schriften (Auswahl)
- Die wildwachsenden Farn- und Blütenpflanzen des Landkreises Wesermarsch. In: Oldenburger Jahrbuch 2002, ISBN 3-89598-926-6, S. 343–376 (online).
- Bremer Botanische Briefe. seit 2008, ISSN 1868-1670 (online).
- Feders fabelhafte Pflanzenwelt. Auf Entdeckungstour mit einem Extrembotaniker. Rowohlt Taschenbuch: Reinbek 2014, ISBN 978-3-499-61742-3.
- Feders fantastische Stadtpflanzen. Neue Entdeckungstouren mit dem Extrembotaniker. Rowohlt Taschenbuch: Reinbek 2016, ISBN 978-3-499-63114-6.
- Feders kleine Kräuterkunde. Das Essen liegt auf der Straße. Rowohlt Taschenbuch: Reinbek 2017, ISBN 978-3-499-63220-4.
- Von Diven, Dränglern und fleißigen Lieschen. Rowohlt Taschenbuch: Hamburg 2019, ISBN 978-3-644-40492-2.
- Der Pflanzenretter. Warum sogar Gänseblümchen wichtig für die Artenvielfalt sind. Gräfe und Unzer: München 2020, ISBN 978-3-8338-7351-5.
- Der Segen der Einwanderer. Neophyten – unsere pflanzlichen Neubürger und was sie für unser Ökosystem bedeuten. Gräfe und Unzer: München 2022, ISBN 978-3-8338-8029-2.